# Verlaten Eilanden
De Verlaten Eilanden (Engels: the Lone Islands) zijn een fictieve eilandengroep uit Prins Caspian en De reis van het drakenschip, van De Kronieken van Narnia door C.S. Lewis.

## Ligging en geografie
Verlaten eilanden ligt in de Grote Oostelijke Oceaan op grote afstand van Narnia. Caspian doet vanaf Narnia minstens twee weken over de reis. Het ligt meer dan 400 zeemijl van Narnia af. De eilanden werden eerst door een gouverneur bestuurd, later door een Hertog.
De Verlaten eilanden bestaan uit drie eilanden, Felimath, Doorn en Avra. Felimath is vrijwel onbewoond, er wonen vrijwel alleen maar schapen. Op Avra wonen wat mensen, de meeste mensen wonen op Doorn, waar ook de hoofdstad Smallendamme ligt.

## Geschiedenis
Het behoort tot het koninkrijk Narnia, en werd eerst bestuurd door een gouverneur, later door een Hertog. Het behoorde al bij Narnia tijdens de regering van Jadis, de Witte Heks en de regering de Pevensies. De eilanden kwamen onder leiding van Narnia toen koning Storm (een koning van voor de tijd van de Witte Tovenares), het eiland verloste van een draak. Als dank hiervoor gaven de bewoners als dank het eiland in leen aan Narnia. De koning van Narnia is ook Keizer van de Verlaten eilanden. Slavenhandel was op de Verlaten Eilanden toegestaan, tot Caspian het afschafte.

## Prins Caspian
Als de Pevensies met Trompoen van Cair Paravel vertrekken, op weg naar Caspian, halen Lucy en Susan herinneringen op van hun reis naar Galma, Terebinthia, de Zeven Eilanden en de Verlaten Eilanden, met hun schip de Kristallijnen Pracht.

## De reis van het drakenschip
Hierin wordt verteld, dat Caspian de eilanden bezoekt. Hij gaat eerst naar Felimath. Daar wordt hij samen met zijn vrienden gevangengenomen door een slavenhandelaar. Hij wordt gekocht door iemand, die later een van de gezochte Zeven Edelen blijkt te zijn, namelijk Heer Bern.
Deze organiseert een opstand in Sallendamme, waarna de gouverneur Gompus wordt afgezet en Heer Bern tot hertog van de Verlaten eilanden wordt benoemd. Ook schaft Caspian de slavenhandel af. Hij repareert zijn schip, voordat hij verder vaart naar het oosten. Zijn reis wordt nu een ontdekkingsreis, want wat er verder naar het oosten is, weet nog niemand.